# Euphorbia lucorum
Euphorbia lucorum là một loài thực vật có hoa trong họ Đại kích. Loài này được Rupr. mô tả khoa học đầu tiên năm 1859.